# Liga Demokratyczna – Ruch na rzecz Partii Pracy
Liga Demokratyczna – Ruch na rzecz Partii Pracy (fr. Ligue Démocratique-Mouvement pour le Parti du Travail) – senegalska partia polityczna założona w 1981 roku. 
Jest partią socjaldemokratyczną, promującą idee panafrykanizmu. 

## Historia
Od września 1974 roku działała jako nieoficjalna organizacja polityczna pod nazwą Liga Demokratyczna (fr. Ligue Démocratique), powstała w wyniku rozłamu w Afrykańskiej Partii Niepodległości (fr. Parti Africain pour l’Indépendance). Została oficjalnie zarejestrowana jako Liga Demokratyczna – Ruch na rzecz Partii Pracy 31 maja 1981 roku – w dniu wprowadzenia systemu wielopartyjnego w Senegalu. Po rejestracji partia rozpoczęła wydawanie własnej gazetki – Vérité, przekształconej następnie w Fagaru. W 1982 roku otworzono także kobiecy oddział partii (fr. Mouvement Démocratique des Femmes) oraz młodzieżówkę – Demokratyczny Ruch Młodzieży (fr. Mouvement Démocratique des Jeunes). Partia powołała zespoły eksperckie, a także oddział dla studentów.
Po raz pierwszy wystawiła swoich kandydatów w wyborach prezydenckich oraz parlamentarnych w 1993 roku. Zajęła wówczas 4 miejsce spośród 8 partii politycznych, wprowadzając do Zgromadzenia Narodowego 3 deputowanych. Członkowie partii wybrali również wtedy swojego sekretarza generalnego, którym został Abdoulaye Bathily. Kiedy w czerwcu tego samego roku utworzony został rząd, partia weszła w skład koalicji rządzącej, zyskując dwie teki ministerialne – ministerstwo środowiska i ochrony przyrody, a także ministerstwo alfabetyzacji.
W wyborach samorządowych w 1996 roku LD-MPT zdobyła ponad 300 radnych w całym kraju. W wyborach parlamentarnych dwa lata później partia ponownie zdobyła 3 deputowanych, ale nie weszła w skład rządu. W grudniu tego samego roku dołączyła do Koalicji Alternance – 2000.
W 2000 roku koalicja utworzyła rząd złożony z 5 partii politycznych, w którym LD-MPT przypadły dwa ministerstwa – ministerstwo energetyki i hydrauliki, w którym tekę objął Abdoulaye Bathily oraz ministerstwo administracji publicznej, zatrudnienia i pracy, w którym ministrem został Yéro Dé. W przedterminowych wyborach w 2001 roku kandydowała w ramach koalicji wyborczej SOPI, wraz z którą wprowadziła do parlamentu 7 deputowanych, a rok później w wyborach samorządowych wprowadziła ponad 630 radnych lokalnych i regionalnych. Po wyborach Abdoulaye Bathily został wiceprzewodniczącym Zgromadzenia Narodowego, Yéro Dé utrzymał tekę ministra administracji publicznej zatrudnienia i pracy, a Seydou Sy Sall został ministrem urbanistyki i rozwoju terytorialnego.
W 2005 roku prezydent Abdoulaye Wade odwołał ministrów związanych z LD-MPT z rządu. W wyborach prezydenckich w 2007 roku partia wystawiła na swojego kandydata Abdoulaye Bathily'ego, który uzyskał 2,2% głosów.
7 lipca 2014 roku partia wybrała nowego sekretarza generalnego, którym został Mamadou Ndoye.

## Program
Partia za swój cel uznaje promocję społeczeństwa socjalistycznego. Popiera ustrój republikański, demokrację, a także świeckie państwo. Definiuje się jako partia socjaldemokratyczna i panafrykańska.